# Tabernaemontana oaxacana
Tabernaemontana oaxacana är en oleanderväxtart som först beskrevs av L.O.Alvarado, och fick sitt nu gällande namn av A.O.Simões och M.E.Endress. Tabernaemontana oaxacana ingår i släktet Tabernaemontana och familjen oleanderväxter. Inga underarter finns listade i Catalogue of Life.